# Visszajárók
A Visszajárók (franciául Les Revenants, kiejtve /leʁəv(ə)'nɑ̃/ lérövna) televízióban sugárzott, francia dráma- és thrillersorozat, Fabrice Gobert alkotása. A sorozatot Franciaországban a Canal+, Belgiumban a BeTV és Svédországban az SVT sugározta. Magyarországon a Viasat3 tévécsatorna kezdte vetíteni 2013-ban.
Az első évad nyolc részből áll. Ez a 2004-es They Came Back című film adaptációja. A második évadot 2015-ben vetítették először.

## Történet
A sorozat egy kis, hegyi városban játszódik, ahol évek óta halott emberek támadnak fel: a bakfis Camille, aki 2008-ban autóbusz-baleset áldozata lett; Simon, a 2002-ben öngyilkosságot elkövetett fiatalember; a kisgyermek Victor, akit betörők öltek meg 1977-ben; a sorozatgyilkos Serge, akit a bátyja ölt meg 2005-ben. A sorozat arról szól, hogy ezek az emberek – valamint hozzátartozóik – hogyan tudnak megbirkózni azokkal a nehézségekkel, amit a feltámadás okoz. Közben a városban furcsa dolgok történnek: áramkimaradások, csökkenő vízszint a duzzasztóban, sebhelyek megjelenése mind élőkön, mind holtakon…

## Epizódok
1. Camille
2. Simon
3. Victor
4. Julie
5. Serge és Toni
6. Lucy
7. Adèle
8. A sereg

## Szereposztás
| Szerep             | Színész                | Szerep leírása |
| ------------------ | ---------------------- | --- |
| Claire             | Anne Consigny          | Camille és Léna édesanyja, aki elvált korábbi férjétől Jérôme-tól, miután Camille meghalt. Később Pierre-rel kezdett járni. |
| Camille            | Yara Pilartz           | Léna ikertestvére, egy 15 éves lány, aki meghalt egy autóbusz-balesetben 4 évvel ezelőtt. |
| Léna               | Jenna Thiam            | Camille ikertestvére, most 4 évvel idősebb, mint a testvére. |
| Adèle              | Clotilde Hesme         | Fiatal anya, aki épp aznap vette volna el Simont 10 éve, amikor ő meghalt. A lánya, Chloé, Simon halála után született. Thomas-val él együtt, akivel előreláthatólag nemsokára házasodni fog. |
| Julie              | Céline Sallette        | Ápolónő, akit a sorozatgyilkos Serge támadott meg 7 évvel ezelőtt, de túlélte. A támadás előtt Laure párja volt, de utána különváltak útjaik és azóta is távolságot tartanak. Védelmébe veszi azt a kisfiút, aki elkezdi őt követni, de mivel nem beszél, Julie nevezi el Victornak.                                                    |
| Simon              | Pierre Perrier         | Egy 23 éves férfi, aki feleségül akarta venni Adèlet halála előtt tíz évvel ezelőtt. Bár azt mondták, hogy öngyilkos lett, ő a kétségei, mert ő nem tudta, hogy emlékszik a mentális állapotot, ami akár a halálát. |
| Jérôme             | Frédéric Pierrot       | Camille és Léna édesapja |
| Jean-François atya | Jérôme Kircher         | A plébános. |
| Victor             | Swann Nambotin         | Egy kisgyermek, akit betörők öltek meg 1977-ben. Miután visszatért Julie befogadja. |
| Thomas             | Samir Guesmi           | A helyi csendőrség kapitánya, és Adéle vőlegénye, 2 éve bekameráztatta a házukat, hogy titokban figyelje a családját. |
| Sandrine           | Constance Dollé        | Egy másik, az autóbusz-balesetben meghalt gyermek anyja, aki úgy tekint Camille-ra, mint egy szörnyetegre. |
| Serge              | Guillaume Gouix        | Sorozatgyilkos, ő felelős több nő meggyilkolásáért, miután többször megszúrta őket, megeszi a belső szerveiket. Megölték 7 évvel ezelőtt, amikor testvére Toni úgy döntött, hogy véget vet a gyilkolászásnak, és élve eltemette őt. |
| Lucy               | Ana Girardot           | Egy pincérnő a Lake Pubban, 1 éve érkezett a városba, van egy szokatlan képessége, hogy az elhunyt barátaival vagy rokonaival kapcsolatba lép szex közben. Leszúrja Serge, és meghal, de visszatér, és elkezd gyógyítani csodával határos módon. Ő fokozatosan kezdi megérteni a visszatérők igazi természetét, végül lesz a vezetőjük. |
| Pierre             | Jean-François Sivadier | Claire barátja, vallásos ember, a helyi "Segítő kéz" menedékhely vezetője. |
| Laure              | Alix Poisson           | Csendőrségi hadnagy, Thomas második parancsnoka, és Julie korábbi partnere. |
| Chloé              | Brune Martin           | Adéle és Simon lánya. |
| Frédéric           | Matila Malliarakis     | Camille és Léna barátja. |
| Costa asszony      | Laetitia de Fombelle   | Meghalt 30 évvel ezelőtt, de nem hajlandó megmondani, hogyan. Az ő újbóli megjelenése miatt a férje öngyilkosságot követett el. |
| Xavier             | Alain Blazquez         | Costa asszony férje, a felesége visszatérése miatt öngyilkos lesz. |
| Payet asszony      | Carole Franck          | Julie kíváncsi szomszédja, Victor megöli |